# Copa Sudamericana 2020
La Copa Sudamericana 2020, denominada oficialmente Copa Conmebol Sudamericana 2020, fue la decimonovena edición del torneo organizado por la Confederación Sudamericana de Fútbol, en la que participaron equipos de diez países: Argentina, Bolivia, Brasil, Chile, Colombia, Ecuador, Paraguay, Perú, Uruguay y Venezuela.
El sorteo de la primera fase se realizó en Luque, Paraguay, el 17 de diciembre de 2019, en el mismo acto en que se sortearon las primeras fases de la Copa Libertadores 2020. La final fue en el estadio Mario Alberto Kempes, en Argentina.
Debido a la pandemia de covid-19, se suspendió después de la disputa de la primera fase hasta el 27 de octubre y la final del certamen fue reprogramada para el 23 de enero de 2021.
El campeón fue el club Defensa y Justicia de Argentina que venció en la final a Lanús del mismo país con un resultado de 3-0, obteniendo así su primer título en la competición y el cuarto club en lograrlo de manera invicta. El campeón disputó la Recopa Sudamericana 2021 contra el campeón de la Copa Libertadores 2020, e iba a disputar la Copa J.League/Sudamericana 2021, que fue nuevamente cancelada por la realización de los Juegos Olímpicos de Tokio entre julio y agosto de 2021. Además obtuvo un cupo para la fase de grupos de la Copa Libertadores 2021.

## Formato
El torneo se disputa por eliminación directa, en dos etapas denominadas, respectivamente, Fase preliminar y Fase final. La primera se compone de la Fase 1 y la Fase 2, y la segunda se divide en cuartos y octavos de final, semifinales y final.
|                           |                           | Equipos que entran en esta fase | Equipos que provienen de la fase anterior    |
| ------------------------- | ------------------------- | --- | -------------------------------------------- |
| Primera fase (44 equipos) | Primera fase (44 equipos) | - 22 equipos clasificados de la Zona Norte: - 6 equipos de Brasil y 4 equipos de Colombia, Ecuador, Perú y Venezuela - 22 equipos clasificados de la Zona Sur: - 6 equipos de Argentina y 4 equipos de Chile, Bolivia, Paraguay y Uruguay |                                              |
| Segunda fase (32 equipos) | Segunda fase (32 equipos) | - 8 terceros puestos de la fase de grupos de la Copa Libertadores - 2 mejores perdedores de la fase 3 de la Copa Libertadores | - 22 equipos clasificados de la Primera fase |
| Fase final (16 equipos)   | Fase final (16 equipos)   | | - 16 equipos clasificados de la Segunda fase |

### Distribución de cupos
| País                                      | Cupos | Segunda fase | Primera fase |
| ----------------------------------------- | ----- | ------------ | ------------ |
| Argentina                                 | 6     | -            | 6            |
| Brasil                                    | 6     | -            | 6            |
| Bolivia                                   | 4     | -            | 4            |
| Chile                                     | 4     | -            | 4            |
| Colombia                                  | 4     | -            | 4            |
| Ecuador                                   | 4     | -            | 4            |
| Paraguay                                  | 4     | -            | 4            |
| Perú                                      | 4     | -            | 4            |
| Uruguay                                   | 4     | -            | 4            |
| Venezuela                                 | 4     | -            | 4            |
| Fase anterior                             | –     | 22           | –            |
| Transferidos de la Copa Libertadores 2020 | 10    | 10           | –            |
| Total                                     | 54    | 32           | 44           |

### Calendario
Tras la disputa de la Primera fase, entre el 4 y el 27 de febrero, el 17 de abril la Conmebol decidió suspender el torneo, debido a la pandemia de COVID-19, sin fijar una fecha para su reanudación. El 10 de julio de 2020, finalmente, anunció el nuevo calendario para el resto de la competencia.
| Fase       | Etapa            | Fecha de sorteo         | Ida                           | Vuelta                        |                     |
| ---------- | ---------------- | ----------------------- | ----------------------------- | ----------------------------- | ------------------- |
| Preliminar | Primera fase     | 17 de diciembre de 2019 | 4 al 13 de febrero de 2020    | 18 al 27 de febrero de 2020   |                     |
| Preliminar | Segunda fase     | 23 de octubre de 2020   | 27 al 29 de octubre de 2020   | 3 al 5 de noviembre de 2020   |                     |
| Final      | Octavos de final | 23 de octubre de 2020   | 24 al 26 de noviembre de 2020 | 1 al 3 de diciembre de 2020   |                     |
| Final      | Cuartos de final | 23 de octubre de 2020   | 8 al 10 de diciembre de 2020  | 15 al 17 de diciembre de 2020 |                     |
| Final      | Semifinales      | 23 de octubre de 2020   | 5 al 7 de enero de 2021       | 12 al 14 de enero de 2021     |                     |
| Final      | Final            | 23 de octubre de 2020   | 23 de enero de 2021           | 23 de enero de 2021           | 23 de enero de 2021 |

## Sede de la final
El 17 de octubre de 2019, la CONMEBOL anunció que el Estadio Mario Alberto Kempes, ubicado en la ciudad de Córdoba, Argentina, sería la sede designada para la final de la competencia, cuya fecha original estaba programada para el 7 de noviembre de 2020. No obstante, debido a la pandemia global de COVID-19, se tomó la decisión de suspender temporalmente el torneo. Como consecuencia, la final fue reprogramada y finalmente se llevó a cabo el 23 de enero de 2021.
| Argentina                    |                 |
| Ciudad                       | Estadio         |
| Córdoba                      | Mario A. Kempes |
|                              |                 |
| 57 000 espectadores          |                 |
| Final Copa Sudamericana 2020 |                 |

## Participantes
| País              | Equipo                                                               | Vía de clasificación |
| ----------------- | -------------------------------------------------------------------- | --- |
| Argentina 6 cupos | Argentinos Juniors Vélez Sarsfield Independiente Unión Huracán Lanús | Mejor ubicado en la Copa de la Superliga 2019 6.º puesto de la Superliga Argentina 2018-19 7.º puesto de la Superliga Argentina 2018-19 8.º puesto de la Superliga Argentina 2018-19 10.º puesto de la Superliga Argentina 2018-19 11.º puesto de la Superliga Argentina 2018-19                                     |
| Bolivia 4 cupos   | Nacional Potosí Blooming Always Ready Oriente Petrolero              | 5.º puesto de la Tabla acumulada de la División Profesional 2019 6.º puesto de la Tabla acumulada de la División Profesional 2019 7.º puesto de la Tabla acumulada de la División Profesional 2019 8.º puesto de la Tabla acumulada de la División Profesional 2019                                                  |
| Brasil 6 cupos    | Fortaleza Goiás Bahia Vasco da Gama Atlético Mineiro Fluminense      | 9.º puesto del Campeonato Brasileño de Fútbol Serie A 2019 10.º puesto del Campeonato Brasileño Serie A 2019 11.º puesto del Campeonato Brasileño Serie A 2019 12.º puesto del Campeonato Brasileño Serie A 2019 13.º puesto del Campeonato Brasileño Serie A 2019 14.º puesto del Campeonato Brasileño Serie A 2019 |
| Chile 4 cupos     | Unión La Calera Coquimbo Unido Huachipato Audax Italiano             | 4.º puesto de la Primera División de Chile 2019 5.º puesto de la Primera División de Chile 2019 6.º puesto de la Primera División de Chile 2019 7.º puesto de la Primera División de Chile 2019 |
| Colombia 4 cupos  | Deportivo Cali Atlético Nacional Millonarios Deportivo Pasto         | 4.º puesto de la Tabla de reclasificación de la Categoría Primera A 2019 5.º puesto de la Tabla de reclasificación de la Categoría Primera A 2019 6.º puesto de la Tabla de reclasificación de la Categoría Primera A 2019 7.º puesto de la Tabla de reclasificación de la Categoría Primera A 2019                  |
| Ecuador 4 cupos   | Universidad Católica Aucas Emelec El Nacional                        | 3.º puesto de la Tabla general de la Serie A de Ecuador 2019 7.º puesto de la Tabla general de la Serie A de Ecuador 2019 8.º puesto de la Tabla general de la Serie A de Ecuador 2019 9.º puesto de la Tabla general de la Serie A de Ecuador 2019                                                                  |
| Paraguay 4 cupos  | Sol de América Nacional River Plate Sportivo Luqueño                 | 5.º puesto de la Tabla acumulada del Campeonato de Primera División 2019 6.º puesto de la Tabla acumulada del Campeonato de Primera División 2019 7.º puesto de la Tabla acumulada del Campeonato de Primera División 2019 8.º puesto de la Tabla acumulada del Campeonato de Primera División 2019                  |
| Perú 4 cupos      | Sport Huancayo Melgar Cusco Atlético Grau                            | 5.º puesto de la Tabla acumulada de la Liga 1 2019 6.º puesto de la Tabla acumulada de la Liga 1 2019 7.º puesto de la Tabla acumulada de la Liga 1 2019 Campeón de la Copa Bicentenario 2019 |
| Uruguay 4 cupos   | Liverpool Plaza Colonia River Plate Fénix                            | Campeón del Torneo Intermedio 2019 6.º puesto de la Tabla anual del Campeonato Uruguayo de Primera División 2019 7.º puesto de la Tabla anual del Campeonato Uruguayo de Primera División 2019 8.º puesto de la Tabla anual del Campeonato Uruguayo de Primera División 2019                                         |
| Venezuela 4 cupos | Zamora Mineros de Guayana Llaneros Aragua                            | Campeón de la Copa Venezuela 2019 Subcampeón del Torneo Apertura 2019 3.º puesto de la Tabla general del Torneo Clausura 2019 5.º puesto de la Tabla acumulada de la Primera División 2019 |

### Equipos transferidos de la Copa Libertadores
| Fase                        | Equipo                                                                                                 | Vía de clasificación |
| --------------------------- | --- | --- |
| Fase de grupos 8 cupos      | Junior Bolívar Peñarol São Paulo Universidad Católica Estudiantes de Mérida Defensa y Justicia Caracas | 3.º puesto del Grupo A de la Copa Libertadores 2020 3.º puesto del Grupo B de la Copa Libertadores 2020 3.º puesto del Grupo C de la Copa Libertadores 2020 3.º puesto del Grupo D de la Copa Libertadores 2020 3.º puesto del Grupo E de la Copa Libertadores 2020 3.º puesto del Grupo F de la Copa Libertadores 2020 3.º puesto del Grupo G de la Copa Libertadores 2020 3.º puesto del Grupo H de la Copa Libertadores 2020 |
| Fase clasificatoria 2 cupos | Atlético Tucumán Deportes Tolima                                                                       | 1.º puesto entre los eliminados de la Fase 3 de la Copa Libertadores 2020 2.º puesto entre los eliminados de la Fase 3 de la Copa Libertadores 2020 |

### Distribución geográfica de los equipos
Distribución geográfica de las sedes de los equipos participantes:

## Sorteo

### Primera fase
El sorteo de la primera fase se realizó el 17 de diciembre de 2019 en Luque, Paraguay, el mismo día en que también se sorteó la Copa Libertadores 2020. Se dividieron a todos los clasificados en dos bombos, según su ubicación geográfica, en norte y sur. Luego se emparejaron a uno de una región con uno de la otra.
| Bombo 1 (Zona Sur) | Bombo 2 (Zona Norte) |
| --- | --- |
| - Argentinos Juniors - Huracán - Independiente - Lanús - Unión - Vélez Sarsfield - Always Ready - Blooming - Nacional Potosí - Oriente Petrolero - Audax Italiano - Coquimbo Unido - Huachipato - Unión La Calera - Nacional - River Plate - Sol de América - Sportivo Luqueño - Fénix - Liverpool - Plaza Colonia - River Plate | - Atlético Mineiro - Bahia - Fluminense - Fortaleza - Goiás - Vasco da Gama - Atlético Nacional - Deportivo Cali - Deportivo Pasto - Millonarios - Aucas - Nacional - Emelec - Universidad Católica - Atlético Grau - Melgar - Cusco - Sport Huancayo - Aragua - Llaneros - Mineros de Guayana - Zamora |

### Segunda fase
El sorteo de la segunda fase se realizó viernes 23 de octubre, luego de que concluyera la fase de grupos de la Copa Libertadores 2020. Se colocó a los equipos en dos bombos, en el 1 fueron ubicados los diez provenientes de la Copa Libertadores, más los seis equipos con mejor desempeño de la primera fase; mientras que en el bombo 2 se ubicaron los dieciséis restantes, clasificados en la primera fase. Se extrajeron primero los del bolillero 2 y se fueron ubicando en el primer lugar de cada llave, denominadas O1 al O16. Luego se completaron los emparejamientos con los equipos del primer bolillero, los que serán locales en el partido de vuelta. Luego, los equipos ganadores serán numerados del 1 al 16, según el orden de las llaves de octavos, enfrentándose en forma predeterminada los mejor con los peor ubicados (O1 vs. O16, O2 vs. O15 y así sucesivamente). En los cruces posteriores ejercerá la localía en el desquite aquel que tenga menor número de orden.
| Bombo 1 | Bombo 2 |
| --- | --- |
| - Atlético Tucumán - Defensa y Justicia - Bolívar - Bahia - São Paulo - Huachipato - Universidad Católica - Deportivo Cali - Deportes Tolima - Junior - Emelec - Liverpool - River Plate - Peñarol - Estudiantes de Mérida - Caracas | - Lanús - Independiente - Unión - Vélez Sarsfield - Vasco da Gama - Audax Italiano - Coquimbo Unido - Unión La Calera - Atlético Nacional - Millonarios - Sol de América - Sportivo Luqueño - Melgar - Sport Huancayo - Fénix - Plaza Colonia |

## Fase preliminar
Se disputó por eliminación directa con partidos de ida y vuelta, en dos etapas, denominadas Primera fase y Segunda fase.

### Primera fase
Los partidos de ida se jugaron entre el 4 y 13 de febrero, y los de vuelta entre el 18 y 27 de febrero.
| Fechas             | Local en la ida      | Global       | Local en la vuelta   | Ida | Vuelta |
| ------------------ | -------------------- | ------------ | -------------------- | --- | ------ |
| 4 y 18 de febrero  | Coquimbo Unido       | 3:1          | Aragua               | 3:0 | 0:1    |
| 5 y 19 de febrero  | Vasco da Gama        | 1:0          | Oriente Petrolero    | 1:0 | 0:0    |
| 6 y 20 de febrero  | Blooming             | 0:5          | Emelec               | 0:3 | 0:2    |
| 13 y 27 de febrero | Zamora               | 1:3          | Plaza Colonia        | 1:0 | 0:3    |
| 4 y 18 de febrero  | Nacional Potosí      | 2:2 (3:4 p.) | Melgar               | 0:2 | 2:0    |
| 11 y 25 de febrero | Atlético Grau        | 1:3          | River Plate          | 1:2 | 0:1    |
| 6 y 20 de febrero  | Unión                | 3:2          | Atlético Mineiro     | 3:0 | 0:2    |
| 12 y 26 de febrero | Bahia                | 6:1          | Nacional             | 3:0 | 3:1    |
| 5 y 20 de febrero  | Fénix                | 3:2          | El Nacional          | 1:0 | 2:2    |
| 5 y 19 de febrero  | Atlético Nacional    | 4:1          | Huracán              | 3:0 | 1:1    |
| 11 y 25 de febrero | Sol de América       | 2:0          | Goiás                | 1:0 | 1:0    |
| 5 y 19 de febrero  | Mineros de Guayana   | 4:5          | Sportivo Luqueño     | 2:3 | 2:2    |
| 4 y 18 de febrero  | (v.) Vélez Sarsfield | 2:2          | Aucas                | 1:0 | 1:2    |
| 6 y 20 de febrero  | Millonarios          | 2:1          | Always Ready         | 2:0 | 0:1    |
| 12 y 26 de febrero | Lanús                | 3:2          | Universidad Católica | 3:0 | 0:2    |
| 11 y 25 de febrero | Deportivo Cali       | 5:2          | River Plate          | 2:1 | 3:1    |
| 11 y 25 de febrero | Argentinos Juniors   | 1:1          | Sport Huancayo (v.)  | 1:1 | 0:0    |
| 4 y 18 de febrero  | Fluminense           | 1:1          | Unión La Calera (v.) | 1:1 | 0:0    |
| 12 y 26 de febrero | Huachipato           | 2:0          | Deportivo Pasto      | 1:0 | 1:0    |
| 13 y 27 de febrero | Cusco                | 2:3          | Audax Italiano       | 2:0 | 0:3    |
| 13 y 27 de febrero | (v.) Independiente   | 2:2          | Fortaleza            | 1:0 | 1:2    |
| 12 y 26 de febrero | Llaneros de Guanare  | 0:7          | Liverpool            | 0:2 | 0:5    |

### Segunda fase
Los partidos de ida se jugaron entre el 27 y el 29 de octubre y los de vuelta entre el 3 y el 5 de noviembre. En esta etapa participaron los 22 equipos clasificados en la Primera fase y los 10 transferidos de la Copa Libertadores 2020.
| Fechas                         | Local en la ida      | Global       | Local en la vuelta    | Ida | Vuelta | Llave     |
| ------------------------------ | -------------------- | ------------ | --------------------- | --- | ------ | --------- |
| 29 de octubre y 5 de noviembre | Independiente        | 2:1          | Atlético Tucumán      | 1:0 | 1:1    | Octavo 1  |
| 29 de octubre y 5 de noviembre | (v.) Unión           | 2:2          | Emelec                | 0:1 | 2:1    | Octavo 2  |
| 27 de octubre y 3 de noviembre | (v.) Unión La Calera | 1:1          | Deportes Tolima       | 0:0 | 1:1    | Octavo 3  |
| 29 de octubre y 5 de noviembre | Sol de América       | 1:2          | Universidad Católica  | 0:0 | 1:2    | Octavo 4  |
| 28 de octubre y 4 de noviembre | Millonarios          | 3:3 (4:5 p.) | Deportivo Cali        | 1:2 | 2:1    | Octavo 5  |
| 27 de octubre y 3 de noviembre | Sport Huancayo       | 3:2          | Liverpool             | 1:1 | 2:1    | Octavo 6  |
| 28 de octubre y 4 de noviembre | Vasco da Gama        | 1:0          | Caracas               | 1:0 | 0:0    | Octavo 7  |
| 28 de octubre y 4 de noviembre | (v.) Lanús           | 6:6          | São Paulo             | 3:2 | 3:4    | Octavo 8  |
| 27 de octubre y 3 de noviembre | Audax Italiano       | 2:4          | Bolívar               | 2:1 | 0:3    | Octavo 9  |
| 28 de octubre y 4 de noviembre | Sportivo Luqueño     | 2:3          | Defensa y Justicia    | 1:2 | 1:1    | Octavo 10 |
| 29 de octubre y 5 de noviembre | Coquimbo Unido       | 5:0          | Estudiantes de Mérida | 3:0 | 2:0    | Octavo 11 |
| 28 de octubre y 4 de noviembre | (v.) Vélez Sarsfield | 1:1          | Peñarol               | 0:0 | 1:1    | Octavo 12 |
| 28 de octubre y 4 de noviembre | Atlético Nacional    | 2:4          | River Plate           | 1:1 | 1:3    | Octavo 13 |
| 29 de octubre y 5 de noviembre | Plaza Colonia        | 0:1          | Junior                | 0:1 | 0:0    | Octavo 14 |
| 29 de octubre y 5 de noviembre | Melgar               | 1:4          | Bahia                 | 1:0 | 0:4    | Octavo 15 |
| 28 de octubre y 4 de noviembre | Fénix                | 4:2          | Huachipato            | 3:1 | 1:1    | Octavo 16 |

## Fase final
Se compone de cuatro etapas: octavos de final, cuartos de final, semifinales y final. Se disputan por eliminación directa en partidos de ida y vuelta, excepto la final, que se jugará a partido único. Se utilizará el árbitro asistente de video (VAR).

### Cuadro de desarrollo
|  | Octavos de final                  | Octavos de final                  | Octavos de final                  | Octavos de final                  | Octavos de final                  |   |    | Cuartos de final     | Cuartos de final     | Cuartos de final     | Cuartos de final     | Cuartos de final     |  |    | Semifinales              | Semifinales              | Semifinales              | Semifinales              | Semifinales              |  |       | Final               | Final               | Final               |  |
|  | 24 de noviembre al 3 de diciembre | 24 de noviembre al 3 de diciembre | 24 de noviembre al 3 de diciembre | 24 de noviembre al 3 de diciembre | 24 de noviembre al 3 de diciembre |   |    | 8 al 17 de diciembre | 8 al 17 de diciembre | 8 al 17 de diciembre | 8 al 17 de diciembre | 8 al 17 de diciembre |  |    | 6 al 16 de enero de 2021 | 6 al 16 de enero de 2021 | 6 al 16 de enero de 2021 | 6 al 16 de enero de 2021 | 6 al 16 de enero de 2021 |  |       | 23 de enero de 2021 | 23 de enero de 2021 | 23 de enero de 2021 |  |
|  |                                   |                                   |                                   |                                   |                                   |   |    |                      |                      |                      |                      |                      |  |    |                          |                          |                          |                          |                          |  |       |                     |                     |                     |  |
|  |                                   |                                   |                                   |                                   |                                   |   |    |                      |                      |                      |                      |                      |  |    |                          |                          |                          |                          |                          |  |       |                     |                     |                     |  |
|  | 1                                 | Independiente                     | 4                                 | 1                                 | 5                                 |   |    |                      |                      |                      |                      |                      |  |    |                          |                          |                          |                          |                          |  |       |                     |                     |                     |  |
|  | 1                                 | Independiente                     | 4                                 | 1                                 | 5                                 |   |    |                      |                      |                      |                      |                      |  |    |                          |                          |                          |                          |                          |  |       |                     |                     |                     |  |
|  | 16                                | Fénix                             | 1                                 | 0                                 | 1                                 |   |    |                      |                      |                      |                      |                      |  |    |                          |                          |                          |                          |                          |  |       |                     |                     |                     |  |
|  | 16                                | Fénix                             | 1                                 | 0                                 | 1                                 |   | 1  | Independiente        | 0                    | 1                    | 1                    |                      |  |    |                          |                          |                          |                          |                          |  |       |                     |                     |                     |  |
|  |                                   |                                   |                                   |                                   |                                   |   | 1  | Independiente        | 0                    | 1                    | 1                    |                      |  |    |                          |                          |                          |                          |                          |  |       |                     |                     |                     |  |
|  |                                   |                                   | 8                                 | Lanús                             | 0                                 | 3 | 3  |                      |                      |                      |                      |                      |  |    |                          |                          |                          |                          |                          |  |       |                     |                     |                     |  |
|  | 8                                 | Lanús                             | 8                                 | Lanús                             | 0                                 | 3 | 3  | 1                    | 6                    | 7                    |                      |                      |  |    |                          |                          |                          |                          |                          |  |       |                     |                     |                     |  |
|  | 8                                 | Lanús                             |                                   |                                   |                                   |   |    |                      |                      | 7                    |                      |                      |  |    |                          |                          |                          |                          |                          |  |       |                     |                     |                     |  |
|  | 9                                 | Bolívar                           | 2                                 | 2                                 | 4                                 |   |    |                      |                      |                      |                      |                      |  |    |                          |                          |                          |                          |                          |  |       |                     |                     |                     |  |
|  | 9                                 | Bolívar                           | 2                                 | 2                                 | 4                                 |   |    |                      |                      |                      |                      |                      |  | 8  | Lanús                    | 1                        | 3                        | 4                        |                          |  |       |                     |                     |                     |  |
|  |                                   |                                   |                                   |                                   |                                   |   |    |                      |                      |                      |                      |                      |  | 8  | Lanús                    | 1                        | 3                        | 4                        |                          |  |       |                     |                     |                     |  |
|  |                                   |                                   | 12                                | Vélez Sarsfield                   | 0                                 | 0 | 0  |                      |                      |                      |                      |                      |  |    |                          |                          |                          |                          |                          |  |       |                     |                     |                     |  |
|  | 4                                 | Universidad Católica (v.)         | 12                                | Vélez Sarsfield                   | 0                                 | 0 | 0  | 2                    | 0                    | 2                    |                      |                      |  |    |                          |                          |                          |                          |                          |  |       |                     |                     |                     |  |
|  | 4                                 | Universidad Católica (v.)         |                                   |                                   |                                   |   |    |                      |                      | 2                    |                      |                      |  |    |                          |                          |                          |                          |                          |  |       |                     |                     |                     |  |
|  | 13                                | River Plate                       | 1                                 | 1                                 | 2                                 |   |    |                      |                      |                      |                      |                      |  |    |                          |                          |                          |                          |                          |  |       |                     |                     |                     |  |
|  | 13                                | River Plate                       | 1                                 | 1                                 | 2                                 |   | 4  | Universidad Católica | 2                    | 1                    | 3                    |                      |  |    |                          |                          |                          |                          |                          |  |       |                     |                     |                     |  |
|  |                                   |                                   |                                   |                                   |                                   |   | 4  | Universidad Católica | 2                    | 1                    | 3                    |                      |  |    |                          |                          |                          |                          |                          |  |       |                     |                     |                     |  |
|  |                                   |                                   | 12                                | Vélez Sarsfield                   | 1                                 | 3 | 4  |                      |                      |                      |                      |                      |  |    |                          |                          |                          |                          |                          |  |       |                     |                     |                     |  |
|  | 5                                 | Deportivo Cali                    | 12                                | Vélez Sarsfield                   | 1                                 | 3 | 4  | 0                    | 1                    | 1                    |                      |                      |  |    |                          |                          |                          |                          |                          |  |       |                     |                     |                     |  |
|  | 5                                 | Deportivo Cali                    |                                   |                                   |                                   |   |    |                      |                      | 1                    |                      |                      |  |    |                          |                          |                          |                          |                          |  |       |                     |                     |                     |  |
|  | 12                                | Vélez Sarsfield                   | 2                                 | 5                                 | 7                                 |   |    |                      |                      |                      |                      |                      |  |    |                          |                          |                          |                          |                          |  |       |                     |                     |                     |  |
|  | 12                                | Vélez Sarsfield                   | 2                                 | 5                                 | 7                                 |   |    |                      |                      |                      |                      |                      |  |    |                          |                          |                          |                          |                          |  | Lanús | Lanús               | 0                   |                     |  |
|  |                                   |                                   |                                   |                                   |                                   |   |    |                      |                      |                      |                      |                      |  |    |                          |                          |                          |                          |                          |  | Lanús | Lanús               | 0                   |                     |  |
|  |                                   |                                   | Defensa y Justicia                | Defensa y Justicia                | 3                                 |   |    |                      |                      |                      |                      |                      |  |    |                          |                          |                          |                          |                          |  |       |                     |                     |                     |  |
|  | 7                                 | Vasco da Gama                     | Defensa y Justicia                | Defensa y Justicia                | 3                                 | 1 | 0  | 1                    |                      |                      |                      |                      |  |    |                          |                          |                          |                          |                          |  |       |                     |                     |                     |  |
|  | 7                                 | Vasco da Gama                     |                                   |                                   |                                   |   |    |                      |                      |                      |                      |                      |  |    |                          |                          |                          |                          |                          |  |       |                     |                     |                     |  |
|  | 10                                | Defensa y Justicia                | 1                                 | 1                                 | 2                                 |   |    |                      |                      |                      |                      |                      |  |    |                          |                          |                          |                          |                          |  |       |                     |                     |                     |  |
|  | 10                                | Defensa y Justicia                | 1                                 | 1                                 | 2                                 |   | 10 | Defensa y Justicia   | 3                    | 1                    | 4                    |                      |  |    |                          |                          |                          |                          |                          |  |       |                     |                     |                     |  |
|  |                                   |                                   |                                   |                                   |                                   |   | 10 | Defensa y Justicia   | 3                    | 1                    | 4                    |                      |  |    |                          |                          |                          |                          |                          |  |       |                     |                     |                     |  |
|  |                                   |                                   | 15                                | Bahia                             | 2                                 | 0 | 2  |                      |                      |                      |                      |                      |  |    |                          |                          |                          |                          |                          |  |       |                     |                     |                     |  |
|  | 2                                 | Unión                             | 15                                | Bahia                             | 2                                 | 0 | 2  | 0                    | 0                    | 0                    |                      |                      |  |    |                          |                          |                          |                          |                          |  |       |                     |                     |                     |  |
|  | 2                                 | Unión                             |                                   |                                   |                                   |   |    |                      |                      | 0                    |                      |                      |  |    |                          |                          |                          |                          |                          |  |       |                     |                     |                     |  |
|  | 15                                | Bahia                             | 1                                 | 0                                 | 1                                 |   |    |                      |                      |                      |                      |                      |  |    |                          |                          |                          |                          |                          |  |       |                     |                     |                     |  |
|  | 15                                | Bahia                             | 1                                 | 0                                 | 1                                 |   |    |                      |                      |                      |                      |                      |  | 10 | Defensa y Justicia       | 0                        | 4                        | 4                        |                          |  |       |                     |                     |                     |  |
|  |                                   |                                   |                                   |                                   |                                   |   |    |                      |                      |                      |                      |                      |  | 10 | Defensa y Justicia       | 0                        | 4                        | 4                        |                          |  |       |                     |                     |                     |  |
|  |                                   |                                   | 11                                | Coquimbo Unido                    | 0                                 | 2 | 2  |                      |                      |                      |                      |                      |  |    |                          |                          |                          |                          |                          |  |       |                     |                     |                     |  |
|  | 6                                 | Sport Huancayo                    | 11                                | Coquimbo Unido                    | 0                                 | 2 | 2  | 0                    | 0                    | 0                    |                      |                      |  |    |                          |                          |                          |                          |                          |  |       |                     |                     |                     |  |
|  | 6                                 | Sport Huancayo                    |                                   |                                   |                                   |   |    |                      |                      | 0                    |                      |                      |  |    |                          |                          |                          |                          |                          |  |       |                     |                     |                     |  |
|  | 11                                | Coquimbo Unido                    | 0                                 | 2                                 | 2                                 |   |    |                      |                      |                      |                      |                      |  |    |                          |                          |                          |                          |                          |  |       |                     |                     |                     |  |
|  | 11                                | Coquimbo Unido                    | 0                                 | 2                                 | 2                                 |   | 11 | Coquimbo Unido (v.)  | 2                    | 0                    | 2                    |                      |  |    |                          |                          |                          |                          |                          |  |       |                     |                     |                     |  |
|  |                                   |                                   |                                   |                                   |                                   |   | 11 | Coquimbo Unido (v.)  | 2                    | 0                    | 2                    |                      |  |    |                          |                          |                          |                          |                          |  |       |                     |                     |                     |  |
|  |                                   |                                   | 14                                | Junior                            | 1                                 | 1 | 2  |                      |                      |                      |                      |                      |  |    |                          |                          |                          |                          |                          |  |       |                     |                     |                     |  |
|  | 3                                 | Unión La Calera                   | 14                                | Junior                            | 1                                 | 1 | 2  | 1                    | 2                    | 3 (2)                |                      |                      |  |    |                          |                          |                          |                          |                          |  |       |                     |                     |                     |  |
|  | 3                                 | Unión La Calera                   |                                   |                                   |                                   |   |    |                      |                      | 3 (2)                |                      |                      |  |    |                          |                          |                          |                          |                          |  |       |                     |                     |                     |  |
|  | 14                                | Junior (p.)                       | 2                                 | 1                                 | 3 (4)                             |   |    |                      |                      |                      |                      |                      |  |    |                          |                          |                          |                          |                          |  |       |                     |                     |                     |  |
|  | 14                                | Junior (p.)                       | 2                                 | 1                                 | 3 (4)                             |   |    |                      |                      |                      |                      |                      |  |    |                          |                          |                          |                          |                          |  |       |                     |                     |                     |  |
|  |                                   |                                   |                                   |                                   |                                   |   |    |                      |                      |                      |                      |                      |  |    |                          |                          |                          |                          |                          |  |       |                     |                     |                     |  |

Nota: En las series a dos partidos, el equipo con el menor número de orden y que ocupa la primera línea es el que define como local.

### Octavos de final
| 25 de noviembre de 2020, 21:30 (UTC-3) | Fénix              | 1:4 (1:3) | Independiente                                            | Estadio Alfredo Víctor Viera, Montevideo   |                                            |
|                                        | Olivera 29' (pen.) | Reporte   | González 3' · Velasco 38' · S. Romero 44' · Martínez 51' | Árbitro(s): Juan Benítez VAR: Derlis López | Árbitro(s): Juan Benítez VAR: Derlis López |

| 2 de diciembre de 2020, 21:30 (UTC-3) | Independiente | 1:0 (1:0) | Fénix | Estadio Libertadores de América, Avellaneda  |                                              |
|                                       | S. Romero 25' | Reporte   |       | Árbitro(s): Wilton Sampaio VAR: Rafael Traci | Árbitro(s): Wilton Sampaio VAR: Rafael Traci |

| 25 de noviembre de 2020, 18:15 (UTC-4) | Bolívar                   | 2:1 (1:1) | Lanús        | Estadio Hernando Siles, La Paz                   |                                                  |
|                                        | Riquelme 45' · Haquín 86' | Reporte   | Belmonte 32' | Árbitro(s): Flavio de Souza VAR: Braulio Machado | Árbitro(s): Flavio de Souza VAR: Braulio Machado |

| 2 de diciembre de 2020, 19:15 (UTC-3) | Lanús                                                         | 6:2 (2:1) | Bolívar               | Estadio Ciudad de Lanús, Lanús               |                                              |
|                                       | Orozco 26', 54' · Belmonte 39', 49' · Acosta 63' · Orsini 86' | Reporte   | Riquelme 4' · Rey 73' | Árbitro(s): Víctor Carrillo VAR: Jhon Ospina | Árbitro(s): Víctor Carrillo VAR: Jhon Ospina |

| 26 de noviembre de 2020, 19:15 (UTC-3) | River Plate | 1:2 (1:1) | Universidad Católica          | Estadio Alfredo Víctor Viera, Montevideo |                                          |
|                                        | Píriz 45+3' | Reporte   | Zampedri 9' · Aued 73' (pen.) | Árbitro(s): José Méndez VAR: Juan Méndez | Árbitro(s): José Méndez VAR: Juan Méndez |

| 3 de diciembre de 2020, 21:30 (UTC-3) | Universidad Católica | 0:1 (0:0) | River Plate  | Estadio San Carlos de Apoquindo, Santiago       |                                                 |
|                                       |                      | Reporte   | Bonifazi 51' | Árbitro(s): Alexis Herrera VAR: Víctor Carrillo | Árbitro(s): Alexis Herrera VAR: Víctor Carrillo |

| 24 de noviembre de 2020, 21:30 (UTC-3) | Vélez Sarsfield | 2:0 (0:0) | Deportivo Cali | Estadio José Amalfitani, Buenos Aires      |                                            |
|                                        | Almada 73', 84' | Reporte   |                | Árbitro(s): Cristián Garay VAR: Piero Maza | Árbitro(s): Cristián Garay VAR: Piero Maza |

| 1 de diciembre de 2020, 19:30 (UTC-5) | Deportivo Cali | 1:5 (1:2) | Vélez Sarsfield                                  | Estadio Deportivo Cali, Palmira         |                                         |
|                                       | Palavecino 37' | Reporte   | Janson 20', 35' · Abram 59' · Tarragona 75', 90' | Árbitro(s): Eber Aquino VAR: Diego Haro | Árbitro(s): Eber Aquino VAR: Diego Haro |

| 24 de noviembre de 2020, 19:15 (UTC-3) | Bahia               | 1:0 (0:0) | Unión | Arena Fonte Nova, Salvador               |                                          |
|                                        | Gilberto 78' (pen.) | Reporte   |       | Árbitro(s): Kevin Ortega VAR: Diego Haro | Árbitro(s): Kevin Ortega VAR: Diego Haro |

| 1 de diciembre de 2020, 19:15 (UTC-3) | Unión | 0:0     | Bahia | Estadio 15 de Abril, Santa Fe                |                                              |
|                                       |       | Reporte |       | Árbitro(s): Jhon Ospina VAR: Carlos Betancur | Árbitro(s): Jhon Ospina VAR: Carlos Betancur |

| 26 de noviembre de 2020, 21:30 (UTC-3) | Defensa y Justicia | 1:1 (0:0) | Vasco da Gama | Estadio Norberto Tomaghello, Gobernador Costa |                                             |
|                                        | B. Romero 79'      | Reporte   | Cano 62'      | Árbitro(s): Andrés Matonte VAR: Jhon Ospina   | Árbitro(s): Andrés Matonte VAR: Jhon Ospina |

| 3 de diciembre de 2020, 21:30 (UTC-3) | Vasco da Gama | 0:1 (0:0) | Defensa y Justicia | Estadio São Januário, Río de Janeiro           |                                                |
|                                       |               | Reporte   | Hachen 58'         | Árbitro(s): Andrés Cunha VAR: Daniel Fedorczuk | Árbitro(s): Andrés Cunha VAR: Daniel Fedorczuk |

| 26 de noviembre de 2020, 21:30 (UTC-5) | Junior                | 2:1 (1:0) | Unión La Calera | Estadio Metropolitano, Barranquilla             |                                                 |
|                                        | Cetré 44' · Borja 84' | Reporte   | Rodríguez 60'   | Árbitro(s): Facundo Tello VAR: Patricio Loustau | Árbitro(s): Facundo Tello VAR: Patricio Loustau |

| 3 de diciembre de 2020, 19:15 (UTC-3) | Unión La Calera                            | 2:1 (1:1) (2:4 p.)         | Junior                                | Estadio Nicolás Chahuán Nazar, La Calera    |                                             |
|                                       | Cordero 45' · Leiva 59'                    | Reporte                    | Borja 1'                              | Árbitro(s): Bruno Arleu VAR: Rodolpho Toski | Árbitro(s): Bruno Arleu VAR: Rodolpho Toski |
|                                       |                                            | Tiros desde el punto penal |                                       |                                             |                                             |
|                                       | Stefanelli · Cordero · Vilches · Rodríguez |                            | Borja · Cárdenas · Valencia · Fuentes |                                             |                                             |

| 25 de noviembre de 2020, 21:30 (UTC-3) | Coquimbo Unido | 0:0     | Sport Huancayo | Estadio Francisco Sánchez Rumoroso, Coquimbo |                                          |
| |                | Reporte |                | Árbitro(s): Gery Vargas VAR: Bruno Arleu     | Árbitro(s): Gery Vargas VAR: Bruno Arleu |
| El partido se desarrolló sin el uso del VAR debido a que el equipo arbitral designado fue puesto en cuarentena por las autoridades locales por casos positivos de COVID-19. |                |         |                |                                              |                                          |

| 2 de diciembre de 2020, 19:30 (UTC-5) | Sport Huancayo | 0:2 (0:1) | Coquimbo Unido             | Estadio Nacional, Lima                      |                                             |
|                                       |                | Reporte   | Vallejos 1' · Palacios 81' | Árbitro(s): Augusto Aragón VAR: Carlos Orbe | Árbitro(s): Augusto Aragón VAR: Carlos Orbe |

### Cuartos de final
| 10 de diciembre de 2020, 19:15 (UTC-3) | Lanús | 0:0     | Independiente | Estadio Ciudad de Lanús, Lanús                    |                                                   |
|                                        |       | Reporte |               | Árbitro(s): Esteban Ostojich VAR: Leodán González | Árbitro(s): Esteban Ostojich VAR: Leodán González |

| 17 de diciembre de 2020, 19:15 (UTC-3) | Independiente | 1:3 (0:3) | Lanús                                | Estadio Libertadores de América, Avellaneda |                                             |
|                                        | Roa 88'       | Reporte   | Belmonte 15' · Sand 17' · Orsini 44' | Árbitro(s): Raphael Claus VAR: Rafael Traci | Árbitro(s): Raphael Claus VAR: Rafael Traci |

| 8 de diciembre de 2020, 21:30 (UTC-3) | Vélez Sarsfield | 1:2 (0:1) | Universidad Católica      | Estadio José Amalfitani, Buenos Aires     |                                           |
|                                       | Lucero 90'      | Reporte   | Zampedri 45+5' · Puch 50' | Árbitro(s): Bruno Arleu VAR: Rafael Traci | Árbitro(s): Bruno Arleu VAR: Rafael Traci |

| 15 de diciembre de 2020, 21:30 (UTC-3) | Universidad Católica | 1:3 (0:1) | Vélez Sarsfield                                    | Estadio San Carlos de Apoquindo, Santiago     |                                               |
|                                        | Aued 68' (pen.)      | Reporte   | Tarragona 17' (pen.) · Orellano 73' · Lucero 90+4' | Árbitro(s): Leodán González VAR: Andrés Cunha | Árbitro(s): Leodán González VAR: Andrés Cunha |

| 9 de diciembre de 2020, 19:15 (UTC-3) | Bahia                           | 2:3 (1:2) | Defensa y Justicia                          | Arena Fonte Nova, Salvador                           |                                                      |
|                                       | Gilberto 40' (pen.) · Bahia 80' | Reporte   | B. Romero 4', 26' (pen.) · E. Fernández 68' | Árbitro(s): Guillermo Guerrero VAR: Daniel Fedorczuk | Árbitro(s): Guillermo Guerrero VAR: Daniel Fedorczuk |

| 16 de diciembre de 2020, 19:15 (UTC-3) | Defensa y Justicia | 1:0 (0:0) | Bahia | Estadio Norberto Tomaghello, Gobernador Costa |                                           |
|                                        | B. Romero 87'      | Reporte   |       | Árbitro(s): Eber Aquino VAR: Juan Benítez     | Árbitro(s): Eber Aquino VAR: Juan Benítez |

| 9 de diciembre de 2020, 19:30 (UTC-5) | Junior           | 1:2 (1:0) | Coquimbo Unido            | Estadio Metropolitano, Barranquilla            |                                                |
|                                       | Borja 25' (pen.) | Reporte   | Abrigo 74' · Palacios 88' | Árbitro(s): Jesús Valenzuela VAR: Andrés Cunha | Árbitro(s): Jesús Valenzuela VAR: Andrés Cunha |

| 16 de diciembre de 2020, 21:30 (UTC-3) | Coquimbo Unido | 0:1 (0:1) | Junior          | Estadio Francisco Sánchez Rumoroso, Coquimbo |                                              |
|                                        |                | Reporte   | Borja 7' (pen.) | Árbitro(s): Víctor Carrillo VAR: Carlos Orbe | Árbitro(s): Víctor Carrillo VAR: Carlos Orbe |

### Semifinales
| 6 de enero de 2021, 21:30 (UTC-3) | Vélez Sarsfield | 0:1 (0:1) | Lanús    | Estadio José Amalfitani, Buenos Aires       |                                             |
|                                   |                 | Reporte   | Sand 39' | Árbitro(s): Jhon Ospina VAR: Mauro Vigliano | Árbitro(s): Jhon Ospina VAR: Mauro Vigliano |

| 13 de enero de 2021, 21:30 (UTC-3) | Lanús                                      | 3:0 (1:0) | Vélez Sarsfield | Estadio Ciudad de Lanús, Lanús                |                                               |
|                                    | Belmonte 45+3' · Orsini 60' · Bernabei 88' | Reporte   |                 | Árbitro(s): Wilton Sampaio VAR: Raphael Claus | Árbitro(s): Wilton Sampaio VAR: Raphael Claus |

| 12 de enero de 2021, 19:15 (UTC-3) | Coquimbo Unido | 0:0     | Defensa y Justicia | Estadio Manuel Ferreira, Asunción              |                                                |
|                                    |                | Reporte |                    | Árbitro(s): Jesús Valenzuela VAR: Andrés Cunha | Árbitro(s): Jesús Valenzuela VAR: Andrés Cunha |

| 16 de enero de 2021, 20:30 (UTC-3) | Defensa y Justicia                    | 4:2 (4:1) | Coquimbo Unido           | Estadio Norberto Tomaghello, Gobernador Costa |                                            |
|                                    | Pizzini 11' · B. Romero 20', 23', 44' | Reporte   | Farfán 8' · Palacios 62' | Árbitro(s): Andrés Rojas VAR: Derlis López    | Árbitro(s): Andrés Rojas VAR: Derlis López |

### Final
| 23 de enero de 2021, 17:00 (UTC-3) | Lanús | 0:3 (0:1) | Defensa y Justicia                        | Estadio Mario Alberto Kempes, Córdoba            |                                                  |
|                                    |       | Reporte   | Frías 34' · B. Romero 62' · Camacho 90+2' | Árbitro(s): Jesús Valenzuela VAR: Julio Bascuñán | Árbitro(s): Jesús Valenzuela VAR: Julio Bascuñán |

| 17         | Guardameta     | Lautaro Morales    |     |
| 35         | Defensa        | Braian Aguirre     |     |
| 3          | Defensa        | Guillermo Burdisso |     |
| 6          | Defensa        | Alexis Pérez       |     |
| 25         | Defensa        | Alexandro Bernabei | 81' |
| 8          | Centrocampista | Pedro de la Vega   | 59' |
| 13         | Centrocampista | Tomás Belmonte     |     |
| 19         | Centrocampista | Facundo Quignon    | 69' |
| 14         | Centrocampista | Lucas Vera         | 69' |
| 27         | Delantero      | Nicolás Orsini     |     |
| 9          | Delantero      | José Sand          |     |
| Entrenador | Entrenador     | Luis Zubeldía      |     |

| 22         | Guardameta     | Ezequiel Unsain   |     |
| 2          | Defensa        | Adonis Frías      | 75' |
| 21         | Defensa        | Héctor Martínez   |     |
| 18         | Defensa        | Rafael Delgado    |     |
| 34         | Centrocampista | Enzo Fernández    |     |
| 33         | Centrocampista | Franco Paredes    |     |
| 29         | Centrocampista | Francisco Pizzini |     |
| 35         | Centrocampista | Valentín Larralde | 84' |
| 23         | Centrocampista | Eugenio Isnaldo   |     |
| 20         | Delantero      | Walter Bou        | 61' |
| 31         | Delantero      | Braian Romero     | 76' |
| Entrenador | Entrenador     | Hernán Crespo     |     |

| 11 | Delantero      | Franco Orozco      | 59' |
| 5  | Centrocampista | Fernando Belluschi | 69' |
| 16 | Centrocampista | Facundo Pérez      | 69' |
| 41 | Delantero      | Lucas Besozzi      | 81' |

| 9  | Delantero | Miguel Merentiel   | 61' |
| 11 | Delantero | Washington Camacho | 75' |
| 37 | Defensa   | Emanuel Brítez     | 76' |
| 3  | Defensa   | Marcelo Benítez    | 84' |

| Anotado | 34'   | Adonis Frías       | 0−1 |
| Anotado | 62'   | Braian Romero      | 0−2 |
| Anotado | 90+2' | Washington Camacho | 0−3 |

| Amonestado | 48' | Alexandro Bernabei |
| Amonestado | 69' | Fernando Belluschi |
| Amonestado | 72' | Alexis Pérez       |
| Amonestado | 80' | Guillermo Burdisso |

| Amonestado | 63' | Braian Romero  |
| Amonestado | 77' | Enzo Fernández |

| Árbitro              | Jesús Valenzuela  |
| Árbitros asistentes  | Nicolás Tarán     |
| Árbitros asistentes  | Richard Trinidad  |
| Cuarto árbitro       | Andrés Matonte    |
| Quinto árbitro       | Jorge Urrego      |
| Adicionales VAR      | Julio Bascuñán    |
| Adicionales VAR      | Angelo Hermosilla |
| Adicionales VAR      | Raúl Orellana     |
| Adicionales VAR      | Víctor Carrillo   |
| Asesor Internacional | Héctor Baldassi   |

| 17         | Guardameta     | Lautaro Morales    |     |
| 35         | Defensa        | Braian Aguirre     |     |
| 3          | Defensa        | Guillermo Burdisso |     |
| 6          | Defensa        | Alexis Pérez       |     |
| 25         | Defensa        | Alexandro Bernabei | 81' |
| 8          | Centrocampista | Pedro de la Vega   | 59' |
| 13         | Centrocampista | Tomás Belmonte     |     |
| 19         | Centrocampista | Facundo Quignon    | 69' |
| 14         | Centrocampista | Lucas Vera         | 69' |
| 27         | Delantero      | Nicolás Orsini     |     |
| 9          | Delantero      | José Sand          |     |
| Entrenador | Entrenador     | Luis Zubeldía      |     |

| 22         | Guardameta     | Ezequiel Unsain   |     |
| 2          | Defensa        | Adonis Frías      | 75' |
| 21         | Defensa        | Héctor Martínez   |     |
| 18         | Defensa        | Rafael Delgado    |     |
| 34         | Centrocampista | Enzo Fernández    |     |
| 33         | Centrocampista | Franco Paredes    |     |
| 29         | Centrocampista | Francisco Pizzini |     |
| 35         | Centrocampista | Valentín Larralde | 84' |
| 23         | Centrocampista | Eugenio Isnaldo   |     |
| 20         | Delantero      | Walter Bou        | 61' |
| 31         | Delantero      | Braian Romero     | 76' |
| Entrenador | Entrenador     | Hernán Crespo     |     |

| 11 | Delantero      | Franco Orozco      | 59' |
| 5  | Centrocampista | Fernando Belluschi | 69' |
| 16 | Centrocampista | Facundo Pérez      | 69' |
| 41 | Delantero      | Lucas Besozzi      | 81' |

| 9  | Delantero | Miguel Merentiel   | 61' |
| 11 | Delantero | Washington Camacho | 75' |
| 37 | Defensa   | Emanuel Brítez     | 76' |
| 3  | Defensa   | Marcelo Benítez    | 84' |

| Anotado | 34'   | Adonis Frías       | 0−1 |
| Anotado | 62'   | Braian Romero      | 0−2 |
| Anotado | 90+2' | Washington Camacho | 0−3 |

| Amonestado | 48' | Alexandro Bernabei |
| Amonestado | 69' | Fernando Belluschi |
| Amonestado | 72' | Alexis Pérez       |
| Amonestado | 80' | Guillermo Burdisso |

| Amonestado | 63' | Braian Romero  |
| Amonestado | 77' | Enzo Fernández |

| Árbitro              | Jesús Valenzuela  |
| Árbitros asistentes  | Nicolás Tarán     |
| Árbitros asistentes  | Richard Trinidad  |
| Cuarto árbitro       | Andrés Matonte    |
| Quinto árbitro       | Jorge Urrego      |
| Adicionales VAR      | Julio Bascuñán    |
| Adicionales VAR      | Angelo Hermosilla |
| Adicionales VAR      | Raúl Orellana     |
| Adicionales VAR      | Víctor Carrillo   |
| Asesor Internacional | Héctor Baldassi   |

|                                        |
| Bandera de Argentina                   |
| Campeón Defensa y Justicia 1.er título |

## Estadísticas

### Goleadores
| Jugador          | Club               | Goles | PJ |
| ---------------- | ------------------ | ----- | -- |
| Braian Romero    | Defensa y Justicia | 10    | 9  |
| Gilberto         | Bahia              | 6     | 8  |
| Nicolás Orsini   | Lanús              | 6     | 10 |
| Lautaro Palacios | Coquimbo Unido     | 5     | 8  |
| Tomás Belmonte   | Lanús              | 5     | 10 |
| Facundo Barceló  | Emelec             | 4     | 4  |
| Silvio Romero    | Independiente      | 4     | 6  |
| Miguel Borja     | Junior             | 4     | 6  |
| Thiago Almada    | Vélez Sarsfield    | 4     | 8  |
| José Sand        | Lanús              | 4     | 10 |

### Asistentes
| Jugador           | Club               | Asistencias |
| ----------------- | ------------------ | ----------- |
| Joe Abrigo        | Coquimbo Unido     | 5           |
| Walter Bou        | Defensa y Justicia | 5           |
| Nicolás Rodríguez | River Plate        | 5           |
| Lautaro Acosta    | Lanús              | 4           |
| Martín Correa     | Liverpool          | 4           |
| Federico Martínez | Independiente      | 4           |

### Equipo Ideal
| Equipo Ideal 2020 | Equipo Ideal 2020 | Equipo Ideal 2020  |
| Pos.              | Futbolista        | Equipo             |
| ----------------- | ----------------- | ------------------ |
| Guardameta        | Ezequiel Unsain   | Defensa y Justicia |
| Defensa           | Rafael Delgado    | Defensa y Justicia |
| Defensa           | Lautaro Giannetti | Vélez Sarsfield    |
| Defensa           | Adonis Frías      | Defensa y Justicia |
| Centrocampista    | Tomás Belmonte    | Lanús              |
| Centrocampista    | Enzo Fernández    | Defensa y Justicia |
| Centrocampista    | Joe Abrigo        | Coquimbo Unido     |
| Centrocampista    | Thiago Almada     | Vélez Sarsfield    |
| Delantero         | Nicolás Orsini    | Lanús              |
| Delantero         | José Sand         | Lanús              |
| Delantero         | Braian Romero     | Defensa y Justicia |